# 自己批判
自己批判（じこひはん、英語: Self-criticism）とは、自分自身を厳しく評価する傾向のことで、性格特性のひとつである。一般的には自分の行いや考え方の誤りを自ら見つめなおして反省することとされる。

## 概説
人にはいろいろな性格があり、自分自身に対して非常に厳しい傾向がある人もいれば、それほど厳しくない人もいる。自分自身を厳しく評価することを自己批判と呼び、そうした傾向が強い場合は自己批判的な人とみなされることがある。
自己批判はさまざまな過程で身につく。親などの保護者が自分自身の自己批判を言葉で表現する習慣がある場合、子どもはそれを真似して内面化する。トラウマ体験に対処する方法として、自己批判の習慣が発達することもある。モチベーションを維持して物事を達成するためには、自分に厳しくする必要があると信じる場合もある。完璧主義のような特性を持つ人の多くは、自己批判に苦労する。自己批判的な性格の人は幼少期に他人から辱められたり、高いパフォーマンスを期待されたり、他者からの激しい批判に苛まれた経験がよくある。
自己批判は必ずしも悪いものではなく、タスクの完了や目標達成に役立つ形で活用すれば、有益なものになりうる。批判的思考となれば自己評価に活用できる。健全な自己批判と不健全な自己批判があり、健全的な自己批判は、思慮深く、バランスが取れていて、思いやりのある口調で、特定の行動や振る舞いに焦点を絞ることができ、自分を支える。一方で、不健全な自己批判は、衝動的で、大袈裟で、意地悪な口調で、一般化しすぎる傾向があり、自分を罰してしまう。
過度な自己批判は本人にとってマイナスの影響を与える。例えば、自分を責める習慣があると、不安、恥、苛立ち、後悔などのネガティブな感情が多くなる。そして、失敗を恐れ、問題が起きたときに支援を拒否して孤立しやすくなる。また、一部の人はうつ病になりやすく、摂食障害や不安障害などのさまざまな精神疾患を発症する可能性が高くなる。
自分に害を与える自己批判の習慣化に対しては、身体的なセルフケアやマインドフルネス・トレーニング、支援的で肯定的な人々と過ごす時間を増やすことが対処方法とされる。また、自己批判的な考えに異議を唱えたり反証したりするのではなく、より思いやりのある説明や解釈を加えることに焦点を当てることが役立つ場合もある。否定的な思考パターンを肯定的な思考パターンに置き換え、自分を他人と比較するのをやめて、ありのままの自分を受け入れると、自分を愛し、自分の能力により満足できるようになる。セラピストなど専門家に相談することも選択肢となる。

## 歴史
古代ギリシアの哲学者であるプラトンは、自分の思考の限界や偏りを調べる方法として自己批判を推奨した。アリストテレスは、自己批判は人々が快楽の適切な割合を選択するのを助けることで、幸福に繋がると考えた。